# Trabzonspor Kulübü
O Trabzonspor Kulübü, mais conhecido como Trabzonspor, é um clube de futebol turco com sede na cidade de Trebizonda, capital da província homônima, fundado em 2 de agosto de 1967. É conhecido como um dos grandes clubes da Turquia, juntamente com os seus principais rivais de Istambul: Beşiktaş, Fenerbahçe e Galatasaray, por conta de suas conquistas, sendo o 4º clube com mais títulos nacionais conquistados. Também atuou no basquetebol, onde sua equipe masculina disputou a Liga Turca de Basquete até sua extinção em 2018.
Disputa atualmente a Süper Lig, competição nacional da qual sagrou-se campeão em sete oportunidades, tendo vencido 6 campeonatos durante a fase áurea do clube, ocorrida em meados das décadas de 1970 e 1980. O clube somente voltou a vencer a Primeira Divisão Turca na temporada 2021–22 após um longo hiato de 38 temporadas, período no qual amargou 6 vice-campeonatos.
Até a temporada 2008–09, o clube era o único sediado fora de Istambul a ter vencido a Primeira Divisão Turca. Entretanto, com a conquista inédita do Bursaspor ocorrida na temporada seguinte, passou a dividir tal façanha com o clube de Bursa. Por sua vez, com a conquista da Süper Lig de 2021–22, o clube logrou quebrar uma sequência de 11 temporadas vencidas somente por clubes de Istambul: Galatasaray, Fenerbahçe, Beşiktaş e İstanbul Başakşehir.

## História
Durante a década de 1960, a Federação Turca de Futebol ansiava constituir ligas nacionais de futebol organizadas sob os mesmos moldes das já existentes em outros países da Europa. Para isso, encorajava os clubes de futebol com sedes em uma mesma cidade a fundirem-se entre si, de modo a garantirem a competitividade do futebol turco nos torneios continentais através da formação de clubes regionais fortes. Trebizonda tinha uma liga competitiva desde a década de 1920. A maior rivalidade era entre os bem-sucedidos Idmangücü e Idmanocaği, responsáveis pelo retardar o processo de fundação de um único clube local competitivo, o Trabzonspor. 
Assim que a Federação Turca de Futebol percebeu a pouca disposição dos referidos clubes em se fundirem, ameaçou-lhes com a punição de não poderem mais disputar campeonatos de abrangência nacional. Vencido este obstáculo, faltava escolher as cores do novo clube. Após uma série de discussões entre dirigentes, foram escolhidos o azul e o grená como as cores oficiais do novo clube e o Trabzonspor foi oficialmente fundado em 1967.
Na temporada 1973–74, o clube conquistou o acesso à Primeira Divisão Turca. O período que compreende a segunda metade da década de 1970 e a primeira metade da década de 1980 é considerado pela torcida e pela imprensa como a fase áurea do clube, tendo vencido no espaço de apenas nove anos 6 edições do Campeonato Turco tendo 7 conquistas, 9 edições da Copa da Turquia e 10 edições da Supercopa da Turquia. Foi durante este período que os seus principais jogadores vestiram a camisa do clube, como Şenol Güneş, Cemil Usta, Turgay Semercioğlu, Necmi Perekli e Ali Kemal Denizci.
O clube já foi treinado por Sebastião Lazaroni, ex-treinador da Seleção Brasileira. Ex-futebolistas brasileiros como Mehmet Aurélio, Fabiano Eller, Jefferson e Marcelinho Paraíba também já pertenceram ao clube.

## Torcida e Estádio
O clube é conhecido por seus torcedores pelas alcunhas Bordo-Mavililer (Azuis–grenás, em referência às cores oficiais do clube) e Karadeniz Firtinasi (Maremoto do Negro, em referência ao Mar Negro). Desde a temporada 2016–17 manda seus jogos oficiais no moderno Medical Park Stadyumu, de capacidade para receber até 41 461 espectadores. Até então, o clube mandava suas partidas no demolido Hüseyin Avni Aker Stadyumu, que tinha capacidade para receber até 24 169 espectadores.

## Rivalidades regionais

### Rivalidades do Mar Negro
- Samsunspor e Trabzonspor é o nome dado às partidas entre as duas equipes do Mar Negro.[12]

Os torcedores das duas equipes não se gostam por razões passadas.
Uma dessas razões é a partida da liga disputada em 20 de fevereiro de 1994.
Segundo os torcedores do Samsunspor, quatro pênaltis não foram dados no jogo disputado no estádio 19 de maio.
Na continuação da partida, após a penalidade à favor do Trabzonspor, os torcedores entraram em campo e o árbitro da partida tentou linchar Ergül Yücedağ, mas o capitão do Samsunspor Ercan Koloğlu levou o árbitro ao vestiário, protegendo-o dos torcedores.
Após essa mudança, Ercan Koloğlu recebeu um prêmio de fair-play, a partida foi de férias e três pontos foram concedidos ao Trabzonspor.
A confissão do árbitro Sadık İlhan na partida da liga realizada em 10 de fevereiro de 2002 em favor do Trabzonspor foi um dos eventos que alimentou o ódio entre os torcedores das duas equipes.
Embora as opiniões políticas de ambos os torcedores sejam o nacionalismo turco, os torcedores do Trabzonspor exibem uma atitude mais rigorosa a esse respeito do que os Samsunspor. Quanto ao vínculo entre a equipe e a cidade é analisado, os moradores de Trabzon possuem suas equipes muito mais do que as Pessoas de Samsun.
A razão para isso é que a cidade de Trabzon é uma cidade migrante, ou seja, a maioria de seus moradores é da cidade.
No entanto, a cidade de Samsun tornou-se uma estrutura cosmopolita devido ao fato de que o Mar Negro é a única província que recebe imigração e, portanto, o vínculo cidade com a equipe se enfraqueceu.
Há uma grande rivalidade entre os torcedores das duas equipes antes e depois do derby, e essa rivalidade geralmente se transforma em atos violentos.
Outra área de rivalidade é as arquibancadas, coreografia e corrida de slogan.
Torcedores do Trabzonspor: "Trabzon estão em todos os lugares!"
Os torcedores do Samsunspor respondem aos seus slogans como "Isso não está em toda parte, a cidade em Samsun".
Ao contrário de seus torcedores, não há disputas negativas entre os dois clubes. Pelo contrário, existe um vínculo de amizade entre os clubes.
Um deles é o gesto de Trabzonspor para apoiar o 1º campeonato do Samsunspor no placar do Estádio Hüseyin Avni Aker, aos 55 minutos do jogo contra o Bursaspor, em 17 de abril de 2011.
Freqüentemente, os clubes e os Presidentes são chamados com o intuito de acabar com a animosidade entre os torcedores dos dois clubes.

#### Confrontos Diretos
O Trabzonspor tem uma superioridade contra o Samsunspor em termos de vitórias e número de gols.
O Trabzonspor venceu 39 dos 63 jogos disputados entre as duas equipes até hoje, enquanto o Samsunspor venceu 13 deles, 11 jogos terminaram empatados.
Nesses jogos, o Trabzonspor marcou 109 gols, enquanto o Samsunspor marcou 49 gols contra o gol adversário.
As equipes se enfrentaram nos 4 jogos da segunda liga até hoje, empataram em 1 jogo. Os outros 2 jogos foram vencidos pelo Trabzonspor e 1 pelo Samsunspor.
Samsunspor marcou 2 gols, com 4 gols marcados pelo Trabzonspor.
As equipes se enfrentaram em 50 jogos pela Super League do Campeonato Turco até hoje, empataram em 10 jogos, o Trabzonspor venceu 31 dos 40 jogos restantes e o Samsunspor venceu 9 deles.
O Samsunspor marcou 43 gols, com 90 gols marcados pelo Trabzonspor.
As duas equipes tem se enfrentado ao longo da história na Copa da Turquia, dos jogos de nove, o Samsunspor venceu 3, o Trabzonspor venceu 6 vezes, o Trabzonspor Marcou 15 gols contra 4 gols do Samsunspor.
O Trabzonspor eliminou o seu oponente 3 vezes e foi eliminado 2 vezes.

#### Comparativo entre Títulos
Quando os clubes são avaliados de acordo com seus sucessos, percebe-se que o Trabzonspor é bem mais sucedido do que o Samsunspor.
- Entre os torneios oficiais da segunda divisão da TFF, o Samsunspor tem um total de 9 campeonatos, 7 dos quais foram conquistados no TFF 1. Lig 1º campeonato - 2° divisão Turca e 1 TFF 2. Lig – 3° divisão Turca, também tem (1) uma Taça Ministério da Juventude e Desportos sendo esse o principal titulo do clube.

- Equanto o Trabzonspor tem um total de 31 títulos conquistados de primeiro nível, sendo 26 títulos das competições Turca na atualidade e 5 títulos extintos da Copa do Primeiro Ministro Turco.

### Trabzonspor vs. Rizespor
A razão mais importante que acende o pavio entre o Trabzonspor e o Çaykur Rizespor é Çaykur.
Antes de Rize desenvolver-se muito, Çaykur era um setor em que muitas pessoas trabalham.
Mas a mudança de Çaykur para Rize atraiu a reação do Povo de Trabizonda.
Isso aumentou a hostilidade entre as duas províncias.
Isso também se refletiu no futebol, enquanto o Trabzonspor geralmente derrubava o seu oponente, houve momentos em que Rize ficou surpreso.
27 de 36 jogos foram vencidos pelo Trabzonspor e 6 deles por Çaykur Rizespor, 7 jogos estão empatados.
Jogando fora de casa a partida terminou com uma vitória por 3-0 do Trabzonspor em Rize.
A maior vitória foi do Trabzonspor por 6 a 0 na temporada 2015-16. A maior sequência de vitórias pertence ao Trabzonspor, com 9 partidas.

## Elenco Atual
Atualizado em 15 de abril de 2025.
Legenda
- : Capitão
- : Jogador lesionado/contundido
- +: Jogador em fase final de recuperação
- +: Jogador que volta de lesão/contusão
- : Jogador suspenso

## Uniformes

### Uniformes dos jogadores
- Primeiro Uniforme: Camisa com listras em grená e azul, calção e meias grenás.
- Segundo Uniforme: Camisa azul, calção e meias azuis;
- Terceiro Uniforme: Camisa preta, calção e meias pretas.

| 1º uniforme | 2º uniforme | 3º uniforme |  |

### Uniformes Anteriores
- 2017–18

| Primeiro | Segundo | Terceiro |  |

- 2016–17

| Primeiro | Segundo | Terceiro |  |

- 2015–16

| Primeiro | Segundo | Terceiro |  |

- 2014–15

| Primeiro | Segundo | Terceiro |  |

- 2013–14

| Primeiro | Segundo | Terceiro |  |

- 2012–13

| Primeiro | Segundo | Terceiro |  |

- 2011–12

| Primeiro | Segundo | Terceiro | Quarto |  |

- 2010–11

| Primeiro | Segundo | Terceiro | Quarto | Quinto |

- 2009–10

| Primeiro | Segundo | Terceiro | Quarto | Quinto |

- 2008–09

| Primeiro | Segundo | Terceiro |  |

- 2007–08

| Primeiro | Segundo | Terceiro | Quarto |

## Títulos
| TÍTULOS OFICIAIS | TÍTULOS OFICIAIS     | TÍTULOS OFICIAIS | TÍTULOS OFICIAIS                                                               |
|                  | Competição           | Títulos          | Temporadas                                                                     |
| ---------------- | -------------------- | ---------------- | ------------------------------------------------------------------------------ |
|                  | Campeonato Turco     | 7                | 1975–76, 1976–77, 1978–79, 1979–80, 1980–81, 1983–84 e 2021–22                 |
|                  | Copa da Turquia      | 9                | 1976–77, 1977–78, 1983–, 1991–92, 1994–95, 2002–03, 2003–04, 2009–10 e 2019–20 |
|                  | Supercopa da Turquia | 10               | 1976, 1977, 1978, 1979, 1980, 1983, 1995, 2010, 2020 e 2022                    |

### Outras competições
Copa do Primeiro–Ministro
- Vencedor (5): 1976, 1978, 1985, 1994 e 1996[carece de fontes?]

Copa TSYD
- Vencedor (6): 1992, 1998, 2002, 2003, 2005 e 2006[21]

Copa da Paz
- Vencedor (1): 1975[22]

Copa Pilsen
- Vencedor (1): 2003[carece de fontes?]

Uhrencup
- Vencedor (1): 2005[carece de fontes?]

Taça Antalya
- Vencedor (2): 2003 e 2009.

### Títulos Regionais
Liga de Futebol de Trebizonda
- Vencedor (32): 1923*, 1924**, 1925**, 1926*, 1927**, 1930*, 1931*, 1932*, 1933*, 1934*, 1935***, 1936***, 1937***, 1938***, 1939***, 1940***, 1941***, 1942**, 1943**, 1944**, 1945**, 1946**, 1947**, 1948***, 1949*, 1950*, 1952***, 1954*, 1956***, 1957***, 1958* e 1959.

#### Nota
Como Trabzon Idmanocağı (12*); como Trabzon Lisesi (9**); e como Trabzon İdmangücü (11***).
Mais 5 dos demais times de trabzon.
İdman Ocağı, İdman Güç, Karadenizgücü, Martıspor, Yolspor e İdman Yurdu se fundiram para formar o Trabzonspor em 1967.